# Oohkotokia horneri
Oohkotokia horneri es la única especie conocida del género extinto Oohkotokia de dinosaurio ornitisquio anquilosáurido, que vivió a finales del período Cretácico, hace aproximadamente 75 millones de años, durante el Campaniense, en lo que es hoy Norteamérica. El descubrimiento de Oohkotokia apoya que los Ankylosaurinae existieron y florecieron continuamente en Montana y  Alberta a lo largo de las etapas finales del Campaniense y el Maastrichtiense en el período Cretácico tardío.

## Descripción
El holotipo de Oohkotokia , MOR 433 consiste en un cráneo aplastado pero bastante bien conservado que mide 375 milímetros, material de la columna vertebral, una escápula parcial, varios osteodermos de pared delgada, armadura cervical, un húmero muy grande y otros fragmentos. Las estimaciones sugieren que Oohkotokia tenía como máximo 6 metros de largo y pesaba 2 toneladas como máximo. El cráneo de este género tiene una gran similitud con los cráneos que se han referido a Euoplocephalus , pero es significativo porque tiene una textura superficial general relativamente lisa en comparación con los cráneos de la mayoría de los otros anquilosáuridos del mismo período de tiempo. 

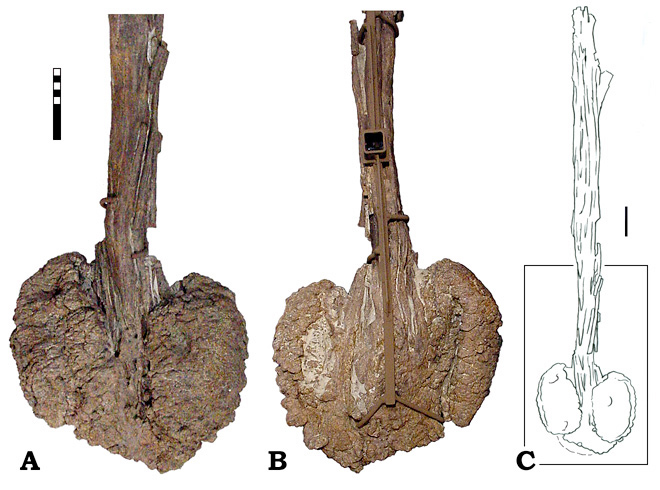
Maza ósea de la cola

Según Penkalski en 2013, Oohkotokia se puede distinguir en función de las siguientes características, La placa mediana, media, en el área nasal del techo del cráneo es pequeña y no se distingue de los osteodermos circundantes. En la parte posterior del cráneo, los bulbos del escamosos son prominentes, con forma de cuerno y triédrico. La quilla de los bulbos del escamoso es plana rostralmente. en la parte delantera, clasificándose en una quilla roma dorsalmente, en la parte superior y la superficie caudal, posterior, de la protuberancia escamosa es plana a suavemente redondeada y está desarmada Los patrones cuadratojugales en la mejilla son anchos y lisos con una fuerte curvatura caudal. El vértice del jefe cuadratoyugal es redondeado y sin vigas, y está situado caudalmente. La cresta nucal transversal en el techo del cráneo trasero no es visible en la vista latero lateral. El cóndilo occipital es pequeño, aproximadamente el 16% de la longitud basal del cráneo. La órbita, la cuenca del ojo, es relativamente grande. Los osteodermos de la grupa están excavados basalmente con una textura de superficie externa lisa y débilmente adornada y agudos, caudal triangular caudal, cola, osteodermos están presentes.
Al igual que otros anquilosáuridos, Oohkotokia tenía una masa ósea agrandada que formaba una "porra" en el extremo de la cola, hecha de dos bultos óseos agrandados. La presencia de este tipo de porra de cola separa a los anquilosáuridos como Oohkotokia de sus parientes cercanos, los nodosáuridos, que no tienen esta característica de la cola. Su porra de cola estaba hecho de varias placas de hueso, impregnadas de tejido blando, lo que permitió la absorción de la fuerza de impacto. Las grandes porras al final de sus colas pueden haber sido utilizados en defensa propia, balanceandoals contra los depredadores o rivales, o en la selección sexual.

## Descubrimiento e investigación

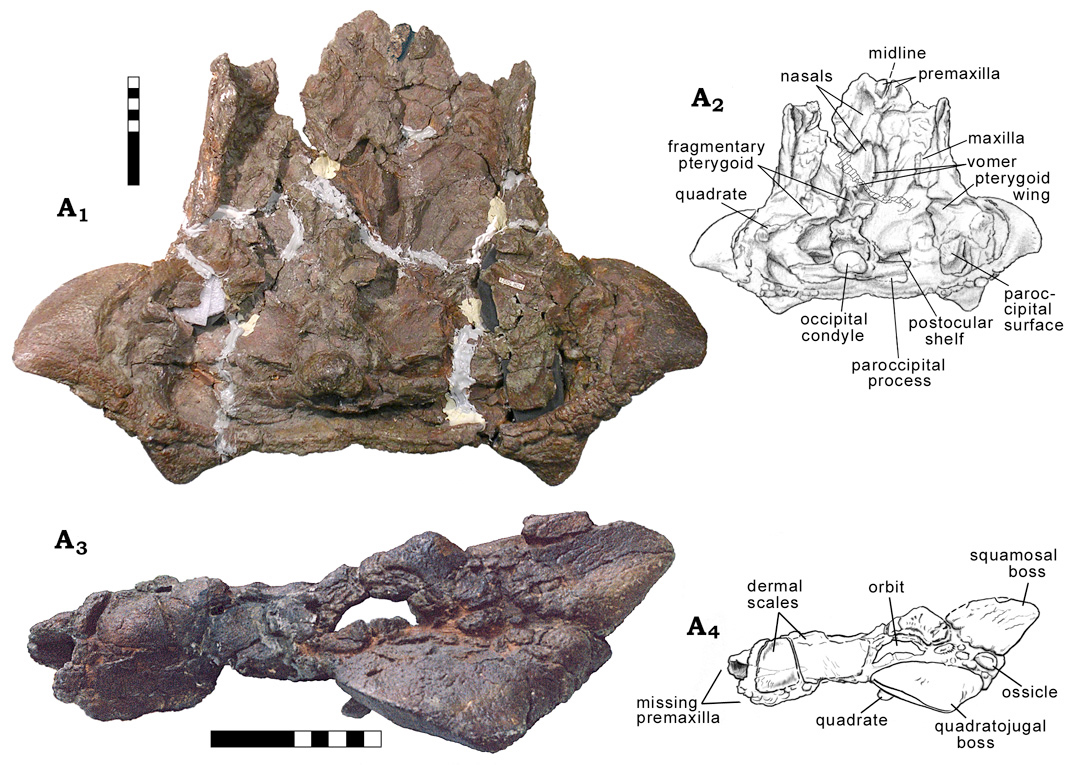
Cráneo de MOR 433 desde abajo y de perfil.

Se encontraron sus restos fósiles, concretamente el holotipo, MOR 433, un cráneo asociado a un esqueleto fragmentario, en los niveles superiores de la Formación Dos Medicinas del Cretácico Superior , finales del Campaniense, hace unos 74,9 millones de años, en Cut Bank, Montana (Estados Unidos. Otros especímenes han aparecido en localizaciones similares. Abarca a una sola especie, Oohkotokia horneri. El nombre del género, Oohkotokia, se deriva de la palabra del idioma siksiká "ooh'kotoka", que significa "hijo de la piedra" en referencia a su extensa armadura formada por osteodermos, rindiendo honores al pueblo pies negros en cuyo territorio se encontraron los fósiles. El nombre de la especie, O. horneri, se refiere a John R. Horner del Museo de las Rocosas, quien recolectó el espécimen tipo.  Penkalski describió este género después de encontrarlo en la colección del Museo de las Montañas Rocosas de Montana, donde había estado almacenado durante más de tres décadas.
Otros especímenes se han referido a esta nueva especie, MOR 363, que consiste en un cráneo fragmentario con patrones supraorbitales y cuadratoyugales idénticos a los observados en el holotipo MOR 433, que también se encontró en la Formación de Dos Medicamentos. NSM PV 20381, que se recolectó en 1995 pero no se describe, e incluye un cráneo incompleto, un hueso pélvico, un osteodermo quillado, extremidades anteriores y posteriores sin pies. Alguna vez se pensó que este espécimen pertenecía a Euoplocephalus. El espécimen TMP 2001.42.19, de la Formación Dos Medicinas, incluía un cráneo parcial sin dientes, cuernos escamosos , un húmero distal , osteodermos, un escapulocoracoide izquierdo, ambos isquiones y una "porra de cola" completa y bien conservada, que es de tamaño promedio, aproximadamente 320 milímetros de ancho.El espécimen MOR 538, una porra de cola parcial similar al de TMP 2001.42.19. USNM 7943, un medio anillo cervical parcial encontrado en 1917 cerca de la localidad de Montana donde se descubrió el holotipo de Brachyceratops montanensis. Espécimen USNM 11892, un cráneo parcial con cinco dientes que Gilmore describió por primera vez y se refirió a Dyoplosaurus en 1930. Este espécimen tiene cuernos y dientes escamosos muy grandes con cingula labial en forma de estante y carinas únicas en forma de Z en vista oclusal.

### Tafonomia

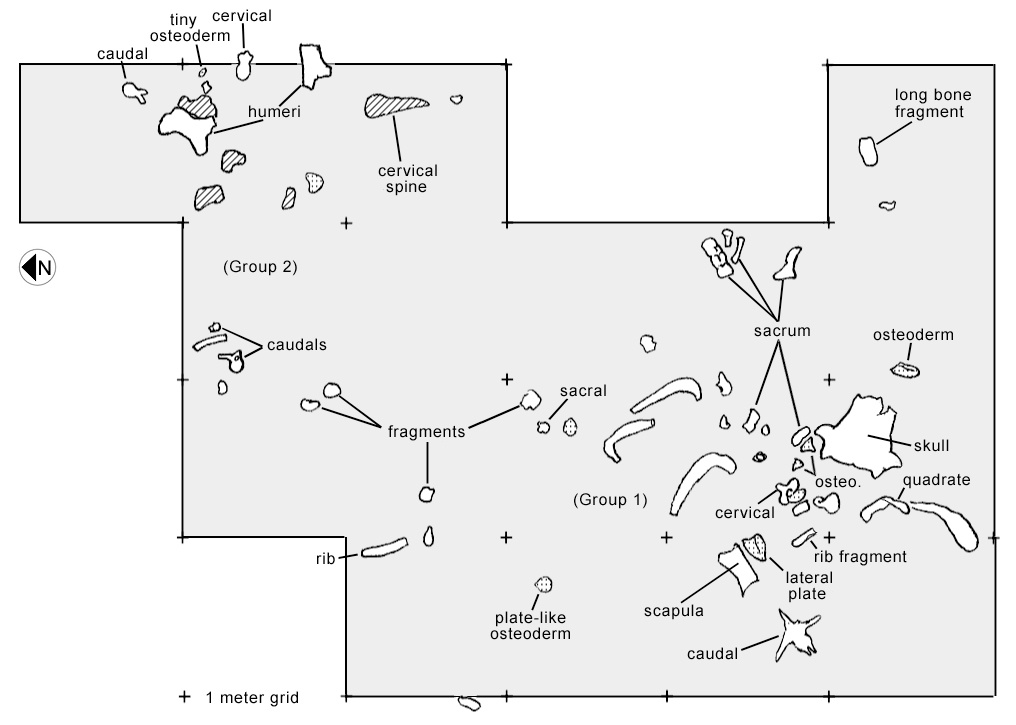
Mapa de cantera del holotipo in situ.

En el cráneo holotipo de Oohkotokia, el espécimen MOR 433 está aplastado, pero en general está razonablemente bien conservado en sus superficies dorsales y laterales, pero su línea media está desplazada hacia el lado izquierdo del animal. El pico premaxilar ha desaparecido y la mayor parte del paladar ha erosionado. El aplastamiento sugiere que fue el resultado del pisoteo de suelos, sedimentos y huesos al pasar dinosaurios. Existe un área aproximadamente triangular alrededor de la cual los huesos del cráneo se han extendido hacia afuera, como si el cráneo hubiera sido pisado antes de la fosilización. Los bordes alveolares de los maxilares fueron erosionados y no se conservaron dientes. El material fósil recuperado varía de rojo a gris, pero no se cree que la coloración tenga ninguna importancia tafonómica, y la variación probablemente surgió de la meteorización diferencial.

## Clasificación
Penkalski en 2013 asignó este género a Ankylosaurinae en función de las características anatómicas presentes en el cráneo y la morfología de su armadura corporal . Hubo suficientes detalles morfológicos para concluir que Oohkotokia es un animal diferente que sus parientes, Euoplocephalus tutus, Dyoplosaurus acutosquameus y Scolosaurus cutleri.
Arbor y Currie en 2013 descubrieron que Oohkotokia comparte características de diagnóstico con Scolosaurus, incluida la morfología del medio anillo cervical y la forma del cuerno del escamoso. También notaron que la tribuna está rota en todas las muestras referidas a Oohkotokia y algunas están siendo reconstruidas y por lo tanto, la morfología de la placa nasal no proporciona pruebas sólidas de la separación de Oohkotokia. Llegaron a la conclusión de que Oohkotokia es un sinónimo más moderno de Scolosaurus.

## Paleoecología
Los restos del holotipo de Oohkotokia , MOR 433, fueron recuperados en el Miembro Superior de la Formación de Dos Medicinas, en Montana, cuya datación radiométrica ha demostrado tener aproximadamente 74 millones de años. Los restos fueron recolectados entre 1986 y 1987 en limolita gris que se depositó durante la etapa del Campaniense del período Cretácico. El espécimen se encuentra en la colección del Museo de las Rocosas en Bozeman, Montana.

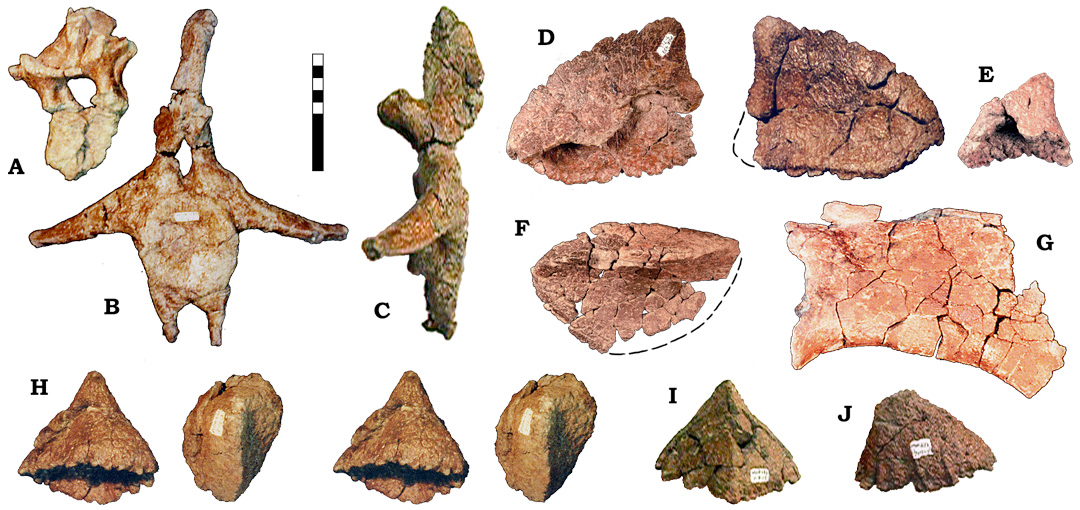
Material postcraneal del holotipo.

Los estudios sugieren que el ambiente paleoambiental de la Formación de Dos Medicinas presentaba un clima estacional semiárido con posibles sombras de lluvia de las tierras altas de cordilleras. Las litologías, las faunas de invertebrados y los datos de plantas y polen sugieren que durante el Campaniense, esta región experimentó una larga estación seca y temperaturas cálidas. Los extensos lechos rojos y los horizontes de caliche de los Dos Medicinas superiores son evidencia de al menos condiciones áridas estacionales.
La formación de Dos Medicinas ha producido los restos de oviraptorosaurianos , ornitópodos, el nodosáuridos Edmontonia, los ceratópsidos Achelousaurus, Brachyceratops, Cerasinops y Einiosaurus entre otros. Troodon, los dromeosáuridos Bambiraptor, Dromaeosaurus y Saurornitholestes , y los tiranosáuridos Albertosaurus, Daspletosaurus y Gorgosaurus. Estos dinosaurios y Oohkotokia compartieron el mismo antiguo paleoambiente con bivalvos de agua dulce, gasterópodos, tortugas, lagartos y champsosáuridos . Se ha especulado que algunos de los dinosaurios de esta formación han mostrado signos de muerte relacionada con la sequía. La Formación de los Dos Medicinas Superiores es particularmente significativa para los descubrimientos de una gama de etapas ontogenéticas en dinosaurios, que ha incluido nidos de hadrosáuridos con huevos y crías y huevos de Troodon con embriones intactos.